# San Sebastián Buenos Aires
San Sebastián Buenos Aires är en ort i kommunen Morelos i delstaten Mexiko i Mexiko. Samhället hade 3 456 invånare vid folkräkningen år 2020.